# Migdaliszki
Migdaliszki (lit. Migdoliškis) − wieś na Litwie, w okręgu uciańskim, w rejonie oniksztyńskim, w gminie Androniszki. Według danych z 2011 roku wieś była zamieszkiwana przez 1 osobę.